# 康斯坦丁诺夫斯基 (雅罗斯拉夫尔州)
康斯坦丁诺夫斯基（羅馬化：Konstantinovskiy）是俄罗斯雅罗斯拉夫尔州的市级镇，为该州图塔耶夫区仅次于行政中心图塔耶夫市的第二大聚居地，也是该区唯一的一座市级镇。地处雅罗斯拉夫尔州中东部，位于区行政中心图塔耶夫东南侧、州府雅罗斯拉夫尔西北方。坐落于伏尔加河畔，其一支流佩切格达河（Печегда）在该镇汇入干流。
连接雅罗斯拉夫尔与雷宾斯克的R151公路从该镇西侧不远处经过。
该地2022年人口有5,395人；2010年人口5,613；2002年人口5,840；1989年人口6,505。